# Длиннорылый амотрет
Длиннорылый амотрет (лат. Ammotretis rostratus) — вид лучепёрых рыб из семейства ромбосолеевых. Распространены у южного побережья Австралии. Максимальная длина тела 30 см.

## Описание
Тело высокое, сильно сжато с боков, умеренной длины. Высота тела составляет 55—60 % стандартной длины тела. Чешуя очень мелкая, плотно сидящая, ктеноидная на обеих сторонах тела. Боковая линия с 70—90 чешуйками, хорошо развита на обеих сторонах тела, с небольшим изгибом над грудными плавниками. Голова небольшая. Маленькие глаза расположены на правой стороне тела, разделены небольшим промежутком. Окончание рыла вытянуто в крючковидный отросток, загнутый вниз перед ртом. Рот маленький, косой. Зубы мелкие, расположены на обеих челюстях узкой полосой. Спинной плавник с 76—86 мягкими лучами, начинается на окончании рыла и тянется до хвостового стебля; передние лучи не удлинённые. В длинном анальном плавнике 51—56 мягких лучей. Хвостовой плавник закруглённый. Спинной и анальный плавники не соединяются с хвостовым. Грудные плавники с лучами одинаковой длины и формы на обеих сторонах тела, на глазной стороне с 11—13 лучами, а на слепой стороне с 9—12 лучами. Брюшные плавники на глазной стороне с удлинённым основанием и 7 мягкими лучами; на слепой стороне с 4 лучами. Максимальная длина тела 30 см.
Глазная сторона тела светло-коричневого или песочного цвета с многочисленными тёмными пятнами. У крупных особей грудные плавники чёрные. Слепая сторона тела беловатая.

## Биология
Морские донные рыбы. Обитают в заливах, лиманах, эстуариях и прибрежных водах, над песчаными  и ракушечными грунтами на глубинах от одного до 80 м. При температуре 12,7—16,5 °С продолжительность инкубационного периода составляет 93—105 часов. Метаморфоз наблюдается через 69 дней после вылупления при длине тела молоди 11,2 мм.

## Ареал
Распространены в прибрежных водах юга Австралии от Ньюкасла (Новый Южный Уэльс) до юго-западной оконечности Западной Австралии, включая воды вокруг Тасмании. Это самый распространённый вид рода Ammotretis в южных австралийских водах и, возможно, наиболее часто встречающаяся камбала в этом районе.